# 小原道由
小原 道由（おはら みちよし、1967年11月15日 - ）は、日本の元プロレスラー。長野県松本市出身。

## 経歴

### 新日本プロレス
国士舘大学在学中にアニマル浜口トレーニングジムに入門。大学卒業と同時に新日本プロレスに入門し、1990年6月の松田納（現エル・サムライ）戦でデビュー。浜口ジム出身第一号プロレスラーとなった。1991年には欧州遠征に出発。1993年には試合中に突如、正規軍から「反選手会同盟（のちの平成維震軍）」入りし、先鋒格のレスラーとして活躍。この時期には師匠アニマル浜口ともシングルで対戦している。平成維震軍解散後は、「犬軍団」として後藤達俊と共闘し、IWGPタッグ王者となった。その後、2000年2月にTEAM 2000軍入り。
2000年12月10日に行われた佐々木健介とのシングルマッチでは、試合開始のゴングが鳴るや健介をめがけて突進していった小原が健介の顔面ラリアットに卒倒し、試合時間6秒で敗れた。
2000年以降、新日本プロレスから石澤常光と安田忠夫が総合格闘技イベントPRIDEに参戦しており、小原にも白羽の矢が立ち2001年にPRIDEへ参戦。「新日道場最強」と謳われ、国士舘大学柔道部というキャリアが期待された小原だが、ヘンゾ・グレイシー、ケビン・ランデルマンと対戦するも打撃に対応できない消極ファイトで成果を出すには至らなかった。

### フリー
小原は2002年1月に新日本プロレスを退団していたが、2003年1月に復帰。再登場した新日マットでは、ヒロ斎藤、後藤、エンセン井上らとの「クレイジー・ドッグス」を結成して、魔界倶楽部との抗争を展開した。プロレスに復帰した小原は、同時期に「総合格闘技塾破天荒」というチームを結成、所属選手の鋼侍をいくつかの大会へ送り出した。
2003年3月に交通事故に遭い腰を怪我したため、2004年1月の契約更新時には契約をせず新日本プロレスを退団した。11月にZERO-ONEのリングに乱入するが、試合をキャンセル。以後、交通事故の後遺症からか表舞台に現れることはなく、中古自動車買取業者勤務を経て整体師をしていたが、2006年5月13日のWRESTLE LANDにおいて新魔界3号として久々にリングに上がった。
2006年6月18日のビッグマウス・ラウド興行に後藤とマッドドックスを結成し出場。石川雄規をパワーボムで沈め、かつての同士エンセン井上との試合を希望する。その際のリングネームは「ドッグ小原」。また、第2回WRESTLE LAND興行にも新魔界3号として出場し、かつて共闘した後藤と6人タッグマッチで対戦した。
2007年6月3日に開催された健介オフィスのホームタウンマッチに出場、6月29日イノキ・ゲノム・フェデレーション（IGF）旗揚げ興行（両国国技館）などに参戦した。

### 引退後
正式な引退表明はしないままであったが、2010年9月に発売された金沢克彦の著書『元新日本プロレス』（宝島社）において、交通事故の後遺症による現役引退を宣言。また、都内の一般企業で勤務していることを明かした。
2014年12月3日放送のTBS系のバラエティ番組『水曜日のダウンタウン』に出演し、「レオパルドンよりも一瞬で殺されたものなどいない説」で「プロレス界きっての秒殺」として前述した“6秒で終わった佐々木健介戦”を語った。またネットマガジンDropkickにプロレスご意見番として複数回登場 している。

## 戦績
| 総合格闘技 戦績 | 総合格闘技 戦績 | 総合格闘技 戦績 | 総合格闘技 戦績 | 総合格闘技 戦績 | 総合格闘技 戦績 | 総合格闘技 戦績 |
| --------------- | --------------- | --------------- | --------------- | --------------- | --------------- | --------------- |
| 2 試合          | (T)KO           | 一本            | 判定            | その他          | 引き分け        | 無効試合        |
| 0 勝            | 0               | 0               | 0               | 0               | 0               | 0               |
| 2 敗            | 0               | 0               | 2               | 0               | 0               | 0               |

| 勝敗 | 対戦相手             | 試合結果                       | 大会名   | 開催年月日    |
| ×    | ケビン・ランデルマン | 3R（10分/5分/5分）終了 判定0-3 | PRIDE.22 | 2002年9月29日 |
| ×    | ヘンゾ・グレイシー   | 3R（10分/5分/5分）終了 判定0-3 | PRIDE.17 | 2001年11月3日 |

## 特記
- 1999年1月4日、東京ドームにおける小川直也対橋本真也戦。この一戦における小川の暴走は有名だが（詳しくは小川の項参照）、この際リングサイドにいの一番に駆けつけ、小川と対峙したのは小原である。当時小原は平成維震軍、橋本は正規軍に所属しており、通常であれば小原が橋本の助けに加わることはありえず、この時の小川の暴走がいかに想定外のものであったかがうかがわれる。小原と小川は、大学時代から柔道を通じて面識があったことも明らかになっている。この行動が小原の「ガチ新日最強」という説を少なからず強めた。

## 得意技
プロレスラーとしてはそれほど上背がある方ではないが、師・アニマル浜口譲りの気合いを前面に押し出した、小気味の良い真正面からぶつかる突貫ファイトが特徴。
パワーボム
小原のフィニッシュ・ホールドで、持ち上げる前に両腕を広げ雄叫びを上げるのが特徴。
一時期新崎人生の念仏パワーボムをコピーしていたが、仕掛ける前のアピールをオリジナリティのあるものへと変化させた。
チョークスラム
相手のタイツを掴んで持ち上げて投げ捨てるタイプを使用。
シングル戦で師匠のアニマル浜口越えを果たした時のフィニッシュホールドでもある。
専門誌などでは喉輪落としの表記が用いられることも多かった。
水車落とし
若手時代の得意技。
ジャンピング・ネックブリーカー・ドロップ
フライング・ネックブリーカー・ドロップの形になることもしばしば。一試合に一回は必ず出すお約束技。
師であるアニマル浜口の得意技を受け継いだ。
ランニング・エルボー・ドロップ
これも師・アニマル浜口の得意技を受け継いだもの。
ダウンしている相手に走り込んで軽く跳躍しつつ、横にスライドして叩き込む。
フロントネックロック
グラウンド式を使用。総合格闘技路線に顛倒し出した頃から使用し始める。

## タイトル歴
新日本プロレス
- 第38代IWGPタッグ王座（パートナーは後藤達俊）

WAR
- 第4代WAR世界6人タッグ王座（パートナーは越中詩郎、後藤達俊）

## テーマ曲
- JUNGLE NIGHT
- 愚問嫌忌〈ぐもんげんき〉